# Имплементация
Имплементация (на английски: implementation – изпълнение, осъществявяне) е жаргонен израз за реализацията на приложение или привеждането в изпълнение на план, идея, модел, дизайн, спецификация, стандарт или алгоритъм.

## Специфични дефиниции според бранша

### Информатика
В информатиката, имплементацията е реализирането на техническа задача или алгоритъм, като програма, софтуерен компонент или друга компютърна система с помощта на програмиране и внедряване. Много имплементации могат да съществуват по предварително зададени спецификации или стандарти. Например уеб браузърите съдържат имплементации на препоръчителните спецификации на World Wide Web Consortium (консорциума на Световната мрежа), а инструментите за разработка на софтуер съдържат имплементации на езиците за програмиране.
Специален случай в обектно-ориентираното програмиране възниква, когато даден клас имплементира интерфейс. В този случай конкретният клас е имплементация на интерфейс и той включва в себе си методи, които са имплементация на методите, определени от интерфейса.

### Информационни технологии
В областта на информационните технологии, имплементацията означава процеса след закупуване на софтуера, при който клиентът се обучава как да използва софтуера или хардуера, които са били закупени. Това включва анализ на изискванията, анализ на обхвата, персонални настройки, интеграция на системата, политики на потребителя, обучение на потребителите и доставка. Тези стъпки често се контролират от ръководителя на проекта с помощта на методология за управление на проекти. Софтуерната имплементация включва няколко специфики, които са сравнително нови за икономиката, базирана на знанието, като бизнес анализ, технически анализ, архитектурни решения и управление на проекти.
За успешно имплементиране на една система, трябва да се извършват голям брой взаимосвързани задачи в съответната последователност. С помощта на доказали се методологии на имплементационен процес и добавянето на професионални съвети може да се постигнат добри резултати, но броят на задачите, лошото планиране и недостатъчното финансиране, води до проблеми с имплементацията на проекта. По същия начин е и с проблемите с културните различия. Често липсата на необходимите консултации и адекватна двупосочна комуникация, не позволява постигането на желаните резултати.

### Социални и здравни науки
Изпълнението (имплементацията) се дефинира като определен набор от дейности, предназначени да се прилагат в практиката, дейности или програми с предварително известни условия. Според тази дефиниция, процесът на изпълнението (имплементацията) е целенасочено и описано достатъчно подробно, за да могат независими наблюдатели да открият наличието и силата на „специфичния набор от дейности“, които се отъждествяват с понятието имплементация. В допълнение събитието или програмата се реализират описани достатъчно подробно, така че независими наблюдатели могат лесно да идентифицират тяхното наличие и сила.

## Ролята на крайните потребители
Имплементацията на системата като цяло, се възползва от голямото ниво на участие на потребителите и подкрепата на мениджмънта. Участието на потребителите в проектирането и експлоатацията на информационните системи има редица положителни резултати. На първо място, ако потребителите активно участват в проектирането на информационните системи, те се придвижват възможностите за формиране на системата в съответствие със своите приоритети и изискванията на бизнеса, както и повече възможности за контролиране на резултатите. Второ, те най-вероятно ще реагират положително на процеса на промяна. Включването на потребителските знания и опит води до по-добри решения.
Връзката между потребители и експерти на информационните системи е традиционно проблемна зона за имплементацията на информационни системи. Потребителите и специалистите по информационни системи обикновено имат различен произход, интереси и приоритети. Това се нарича прекъсване на връзката потребител – дизайнер. Примери за тези различия или проблеми са:

### Проблеми на потребителите
- Ще може ли системата да достави информацията, която ми трябва за работата ми?
- Колко бързо мога да получа достъп до данните?
- Как лесно мога да получа информация?
- Колко техническа помощ ще ми трябва, за да въведа данните в системата?
- Как операциите на системата ще се вместят в моя работен график?[2]

### Опасения, свързани с дизайна
- Колко дисково пространство ще бъде консумирано от главния файл?
- Колко реда код е необходимо, за да се изпълни тази функция?
- Как можем да намалим процесорното време, когато ние използваме системата?
- Какви са най-ефективните начини за съхранение на информация?
- Каква система за управление на бази данни трябва да използваме?